# Список заслуженных тренеров СССР (водное поло)
Почётное спортивное звание, присваивалось в 1956—1992 годах.
| 1957 год |                             |            |                         |        |               |  |
| 1        | Махорин Анатолий Иванович   | ??.02.1957 |                         | Баку   | ВМФ           |  |
| 2        | Штеллер Иван Павлович       | ??.12.1957 | ??.??.???? — ??.??.1984 | Москва |               |  |
| 1960 год |                             |            |                         |        |               |  |
| 1        | Кистяковский Андрей Юльевич | ??.11.1960 |                         | Москва | «Буревестник» |  |
| 2        | Простяков Николай Иванович  | ??.11.1960 | ??.??.???? — ??.??.1988 | Москва | ЦСКА          |  |
| 3        | Кузнецов Владимир Андреевич | ??.12.1960 | ??.??.???? — ??.??.1984 | Москва |               |  |
| 4        | Ушаков Виталий Владимирович | ??.??.1960 |                         | Москва |               |  |
| 1964 год |                             |            |                         |        |               |  |
| 1        | Шубин Павел Николаевич      | ??.02.1964 | 28.05.1914 — 23.08.1983 | Москва |               |  |

## 1966
- Блюменталь, Анатолий Самойлович

## 1967
- Гойхман, Борис Абрамович

## 1973
- Пастухов, Адольф Алексеевич
- Сомов, Юрий Александрович 24.02.1935 — 22.7.2010

## 1980
- Гришин, Борис Дмитриевич
- Малин, Николай Николаевич 1933—1989
- Пивоваров, Станислав Дмитриевич
- Попов, Борис Никитич
- Скок, Вячеслав Александрович
- Тутушкин, Виктор Васильевич
- Шидловский, Александр Георгиевич

## 1982
- Сафронов, Владимир Сергеевич

## 1984
- Бойко, Александр Юрьевич 24.2.1942
- Григоровский, Юрий Николаевич
- Пинский, Геннадий Наумович 17.9.1932
- Смолеев Л. Н.
- Троицкий, Евгений Сергеевич 17.12.1942
- Харитонов В. И.

## 1986
- Крюков А. А.
- Осипов Г. П.
- Чичинадзе, Константин Владимирович 07.10.1934
- Чхиквадзе, Ираклий Давидович 28.5.1937

## неизв
- Авдеев, Михаил Михайлович 1931 (после 1974)
- Зайцев, Юрий Николаевич
- Малин, Николай Иванович
- Некрасов, Сергей Николаевич 22.08.1941
- Рыжак, Михаил Михайлович (до 1974)
- Сальцын Е. И. (после 1974)
- Семенов, Владимир Викторович (до 1974)
- Семенов, Евгений Александрович 1920—1988
- Смагоринский Д. З. (до 1974)